# Discrete & Computational Geometry
Discrete & Computational Geometry es una revista de matemáticas revisada por pares y publicada trimestralmente por Springer. Fundada en 1986 por Jacob E. Goodman y Richard M. Pollack, la revista publica artículos sobre geometría discreta y geometría computacional.

## Resumen e indexación
La revista está indexada en:
- Mathematical Reviews
- Zentralblatt MATH
- Science Citation Index
- Current Contents/Ingeniería, Computación y Tecnología

## Artículos notables
Dos artículos publicados en Discrete & Computational Geometry, uno de Gil Kalai en 1992 con una prueba de un límite superior subexponencial en el diámetro de un politopo  y otro de Samuel Ferguson en 2006 sobre la conjetura de Kepler sobre el empaquetamiento óptimo de esferas tridimensionales,  valieron a sus autores el premio Fulkerson. 